# 스마트드라이브
스마트드라이브(SMARTDrive)는 MS-DOS에 포함된 디스크 캐시 프로그램 파일이다. MS-DOS는 일정한 메모리 공간을 디스크 입출력을 위한 버퍼로 사용하는데, 스마트드라이브는 XMS를 이용하여 MS-DOS에서 기본적으로 사용하는 것보다 더 많은 메모리를 디스크 입출력을 위해 사용할 수 있게 한다. 따라서 스마트드라이브를 쓰면 MS-DOS의 디스크 입출력 성능이 향상된다.
MS-DOS 3.2버전까지는 파일명이 SMARTDRV.SYS였으며 3.3버전 이후로 확장자가 EXE로 바뀌었다. MS-DOS 8.0에 해당하는 윈도우 미에서는 IO.SYS 파일에도 그 기능이 일부 포함되었다. 윈도우 NT 계열인 윈도우 2000이나 윈도우 XP 이후의 윈도에서는 사용되지 않으나, 마이크로소프트에서는 MS-DOS 명령 프롬프트 환경에서 해당 윈도를 설치할 경우 파일 복사 속도의 향상을 위해 스마트드라이브를 쓸 것을 권장한다.

## 같이 보기
- 도스 명령어 목록

## 참고 문헌
1. ↑  “Microsoft DOS smartdrv command” (영어). 2011년 5월 22일에 확인함.
2. ↑  Jim Cooper (2001). 《Special edition using MS-DOS 6.22》 (영어) 3판. Que. 517쪽. ISBN 978-0789725738.
3. ↑  “SMARTDrive Version History” (영어). 마이크로소프트. 2005년 7월 7일. 2011년 5월 22일에 확인함.
4. ↑  “Improving "Cold Boot" Time for System Manufacturers” (영어). 마이크로소프트. 2001년 12월 4일. 2009년 1월 25일에 원본 문서에서 보존된 문서. 2011년 5월 22일에 확인함. Merged real mode drivers in Io.sys. Services such as HIMEM and SMARTDRV, which are separate files in Windows 98 that must be loaded during boot, are now built into the Windows Me Io.sys file. This improves read performance of the hard disk during boot. Io.sys is compressed, which reduces disk size and makes it faster to load.
5. ↑  “Windows XP의 MS-DOS에서 설치 프로그램을 시작하는 방법”. 마이크로소프트. 2005년 11월 17일. 2011년 5월 22일에 확인함. SMARTDrive가 아직 시작되지 않았으면 시작합니다. Smartdrv.exe 파일이 있는 폴더로 변경하고, smartdrv를 입력한 다음 Enter 키를 누르면 SMARTDrive가 시작됩니다. SMARTDrive를 사용하지 않는 경우에는 Windows XP 설치 프로그램에서 하드 디스크에 파일을 복사하는 작업이 느리게 진행될 수 있습니다.